# Delfinowiec białoboki
Delfinowiec białoboki, delfin białoboki (Leucopleurus acutus) – gatunek ssaka morskiego z rodziny  delfinowatych (Delphinidae).

## Taksonomia
Gatunek po raz pierwszy zgodnie z zasadami nazewnictwa binominalnego opisał w 1828 roku angielski zoolog John Edward Gray nadając mu nazwę Delphinus (Grampus) acutus. Holotyp pochodził z Morza Północnego, na Wyspach owczych, w Danii. Okazeym typowym była czaszka pierwotnie znajdująca się w Brooke’s Museum w Londynie i sprzedana do Muzeum Historii Naturalnej w Lejdzie. Jedyny przedstawiciel rodzaju Leucopleurus który nazwał w 1866 roku również John Edward Gray.
Najnowsze analizy molekularne wykazały, że tradycyjnie uznawany rodzaj Lagenorhynchus nie jest monofiletyczny i powinien zostać podzielony na trzy odrębne rodzaje: Lagenorhynchus, Leucopleurus i Sagmatias. Leucopteurus acutus należy do izolowanej linii w obrębie Delphinidae.  Autorzy Illustrated Checklist of the Mammals of the World uznają ten gatunek za monotypowy.

### Etymologia
- Leucopleurus: gr. λευκος leukos „biały”; πλευρον pleuron „żebra, boki”[22].
- acutus: łac. acutus „ostro zakończony”, od acuere „wyostrzyć do punktu”[23].

## Zasięg występowania
Delfinowiec białoboki występuje w zimnych wodach od umiarkowanego do subarktycznego północnego Oceanu Atlantyckiego (w tym ujście rzeki Świętego Wawrzyńca w Kanadzie, ale z wyłączeniem Morza Bałtyckiego), na południe do około 38° szerokości geograficznej północnej w zachodnim Oceanie Atlantyckim oraz od południowego Svalbardu do wybrzeża Bretanii we Francji, we wschodnim Oceanie Atlantyckim.

## Morfologia
Długość ciała samic około 250 cm, samców około 280 cm; masa ciała samic około 182 kg, samców około 235 kg. Noworodki osiągają długość ciała 110–120 cm przy ciężarze około 25 kg. Kształt ciała torpedowaty, po bokach ciała ma ciemniejsze i jaśniejsze pasy. Płetwa piersiowa ma około 30 cm długości, podczas gdy grzbietowa około 50 cm wysokości. Szerokość w talii wynosi 30–60 cm. Płetwy grzbietowa i tylna są czarne lub ciemnoszare, brzuch i żuchwa białe, natomiast boki szare

## Ekologia
Żyje w dużych stadach.

### Odżywianie
Głównym składnikiem diety delfinowca białobokiego są ryby, w tym śledź oceaniczny (Clupea harengus), makrela atlantycka (Scomber scombrus), ślepior (Gadiculus argenteus), błękitek (Micromesistius poutassou), dobijak amerykański (Ammodytes americanus), stynka amerykańska (Osmerus mordax) i morszczuk srebrzysty (Merluccius bilinearis) oraz mięczaki jak kalmar illex północny (Illex illecebrosus).